# Australisk buxbom
Australisk buxbom (Pittosporum undulatum) är en tvåhjärtbladig växtart som beskrevs av Étienne Pierre Ventenat. Pittosporum undulatum ingår i släktet Pittosporum och familjen Pittosporaceae.
Australisk buxbom har använts som ersättning för buxbomsarter till olika träarbeten då dess virke liknar dessas.

## Underarter
Arten delas in i följande underarter:
- P. u. emmettii
- P. u. undulatum

## Bildgalleri

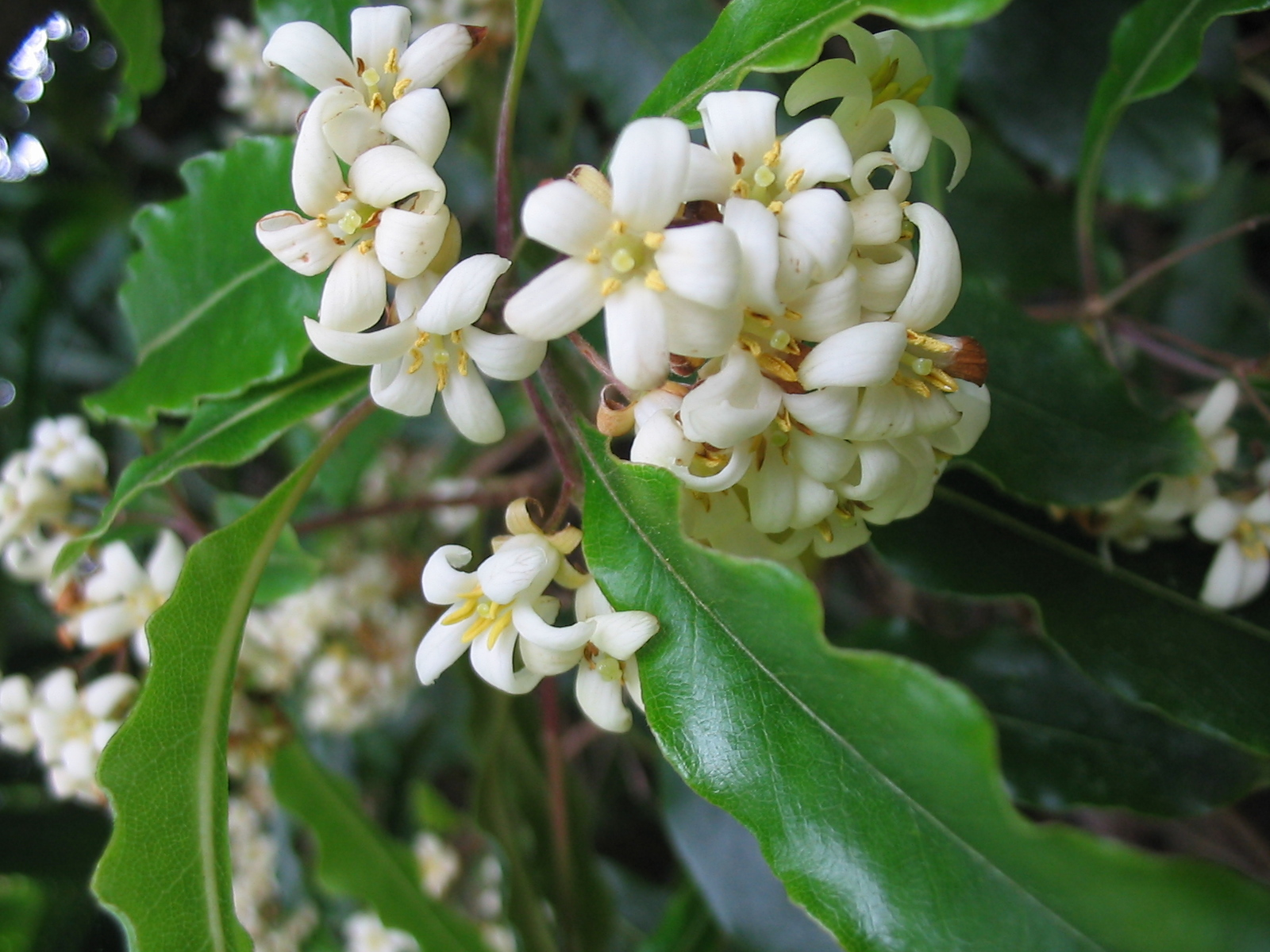
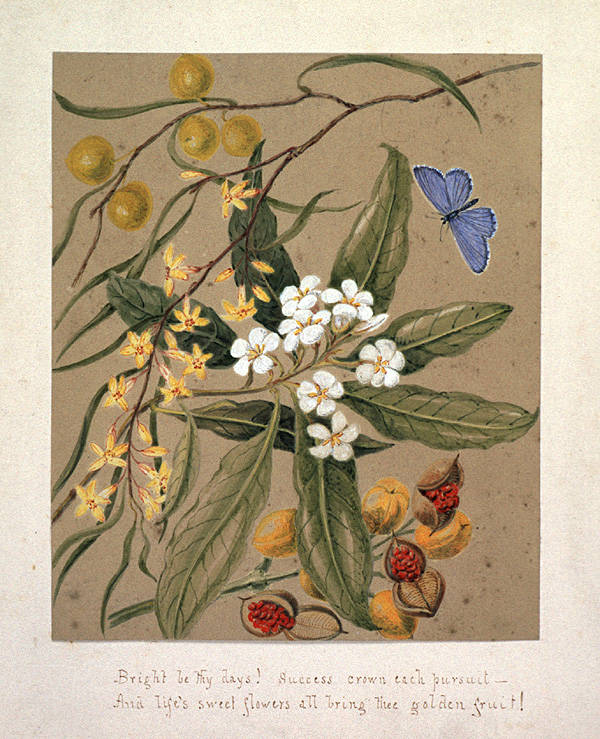